# Мясницкая улица
Мясни́цкая у́лица (в XVI—XVII веках — Фроло́вская у́лица и Евпло́вская у́лица, в 1918—1935 годах — Первома́йская у́лица, в 1935—1990 годах — у́лица Ки́рова) — улица в Центральном административном округе города Москвы (Басманный и Красносельский районы). Проходит от Лубянской площади до Садовой-Спасской улицы. Нумерация домов ведётся от Лубянской площади.

## Происхождение названия
Название XVII века дано по имени Мясницкой слободы, где находилось множество мясных лавок и домов мясников.

## Описание
Мясницкая улица проходит от Лубянской площади до Садовой-Спасской улицы, пересекает Бульварное кольцо на площади Мясницкие Ворота. Нумерация домов ведётся от Лубянской площади.
На улицу выходят следующие переулки:
- на отрезке от Лубянской площади до Бульварного кольца:
  - c нечётной стороны: Фуркасовский, Милютинский, Бобров;
  - с чётной стороны: Большой Златоустинский, Кривоколенный, Банковский;
- на отрезке от Бульварного до Садового кольца:
  - с нечётной стороны — нет;
  - с чётной стороны: Гусятников, Малый Харитоньевский, Большой Козловский.

## История

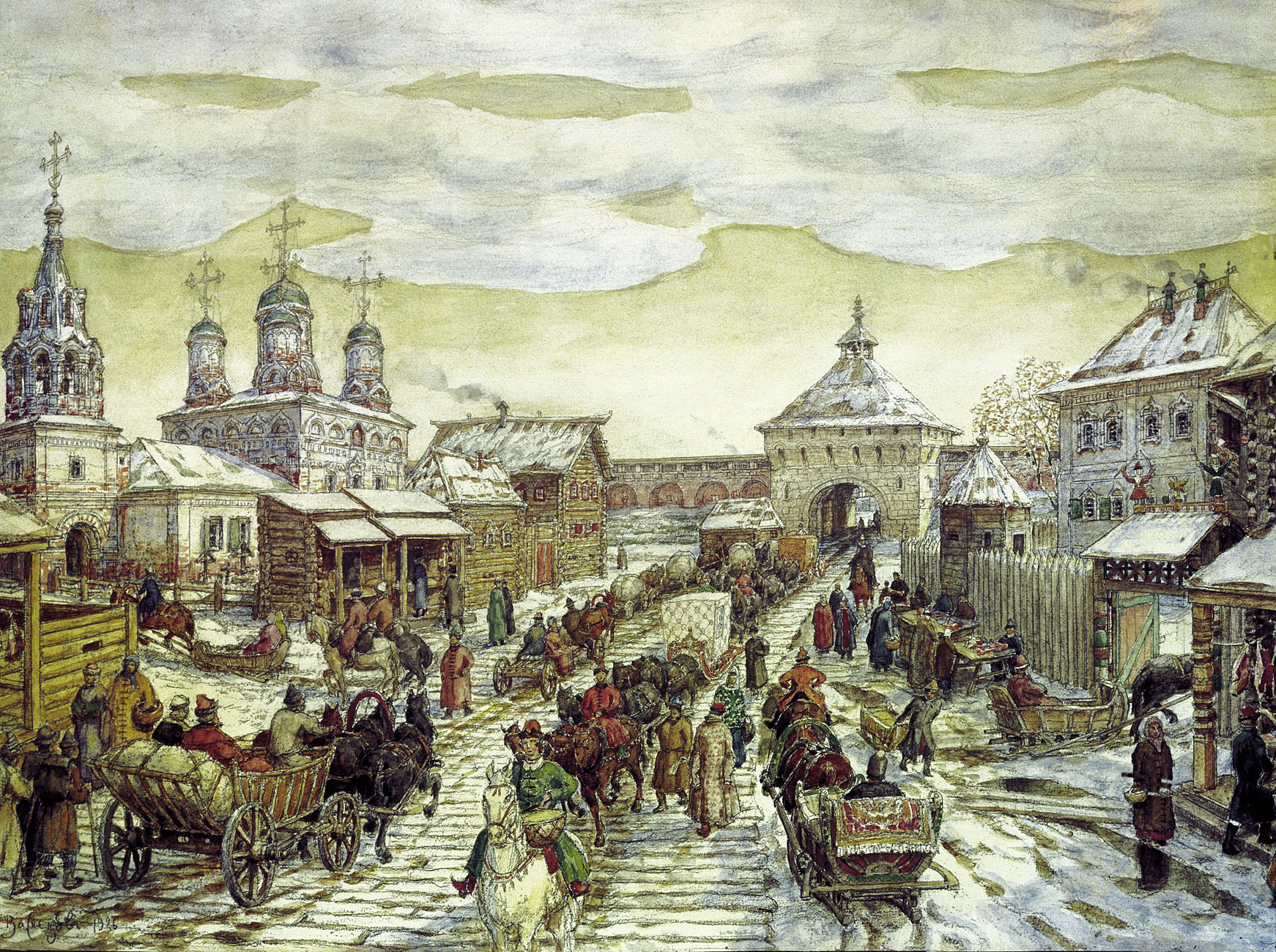
Васнецов А. М. У Мясницких ворот Белого города.

История улицы известна с 1482 года, когда Иван III поселил в Москве семьи новгородских бояр и купцов и за Никольскими воротами Китай-города была поставлена церковь Успения Пресвятой Богородицы, что на Бору (была более известна как Гребневская — по названию иконы Божией Матери). Но своё название она получила позже; ранее её начальная часть называлась Евпловкой — по церкви архидиакона Евпла, другая же часть называлась Фроловкой — по церкви святых Фрола и Лавра. Оба этих находившихся в районе улицы храма были снесены в 1930-е годы. Уже в XVI веке улица была застроена лавками и домами мясников, а их слобода называлась Мясницкой полусотней. В конце XVII — начале XVIII веков мясная торговля была вытеснена к Земляному валу, а затем и сам торг был уничтожен, но название Мясницкая сохранилось за улицей.
При Петре I Мясницкая стала дорогой между Кремлём и Немецкой слободой, по которой постоянно ездил царь. На улице стали селиться дворяне и новая аристократия; большое владение приобрёл князь Меншиков. На плане Москвы 1767 года несколько домов показаны каменными, основная же часть застройки улицы была деревянной; за домами находились огороды и сады с прудами.
Дворянской улица оставалась и в первой половине XIX века; позднее дворян сменили преимущественно купцы и фабриканты. Во время пожара 1812 года все деревянные дома на улице сгорели. В 1813 году решением Комиссии о строении Москвы улицу расширили до 25 метров и новые каменные дома стали возводить на новой красной линии.
В 1870-х годах по улице пустили конку, в начале XX века её заменили трамваем. Мясницкая одной из первых получила уличное освещение: в 1870-х годах газовое, а в 1890-х годах — электрическое
В 1918 году Мясницкую переименовали в Первомайскую улицу, но москвичи не приняли название, и улица продолжала именоваться и значиться в официальных документах по-старому.

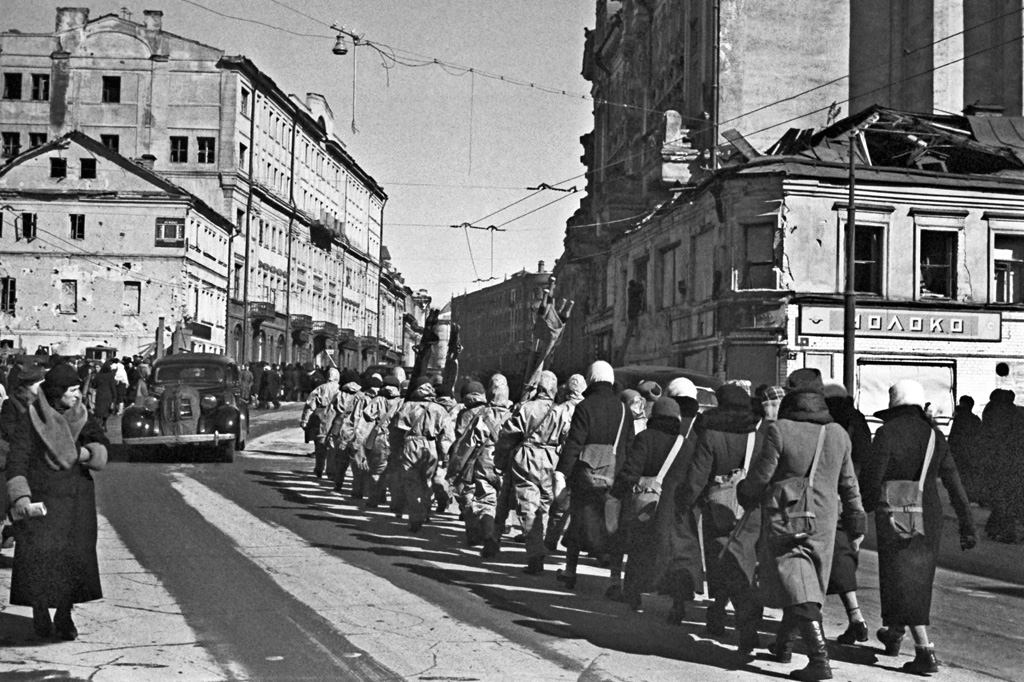
на улицах Москвы, улица Кирова (ныне Мясницкая улица), 20 ноября 1941 года.

14 декабря 1935 года постановлением Моссовета улица была переименована в улицу Кирова в память видного деятеля коммунистической партии Сергея Мироновича Кирова на основании того, что для захоронения на Красной площади тело убитого Кирова было провезено по Мясницкой улице.
В 1990 году улице было возвращено историческое наименование.

## Примечательные здания

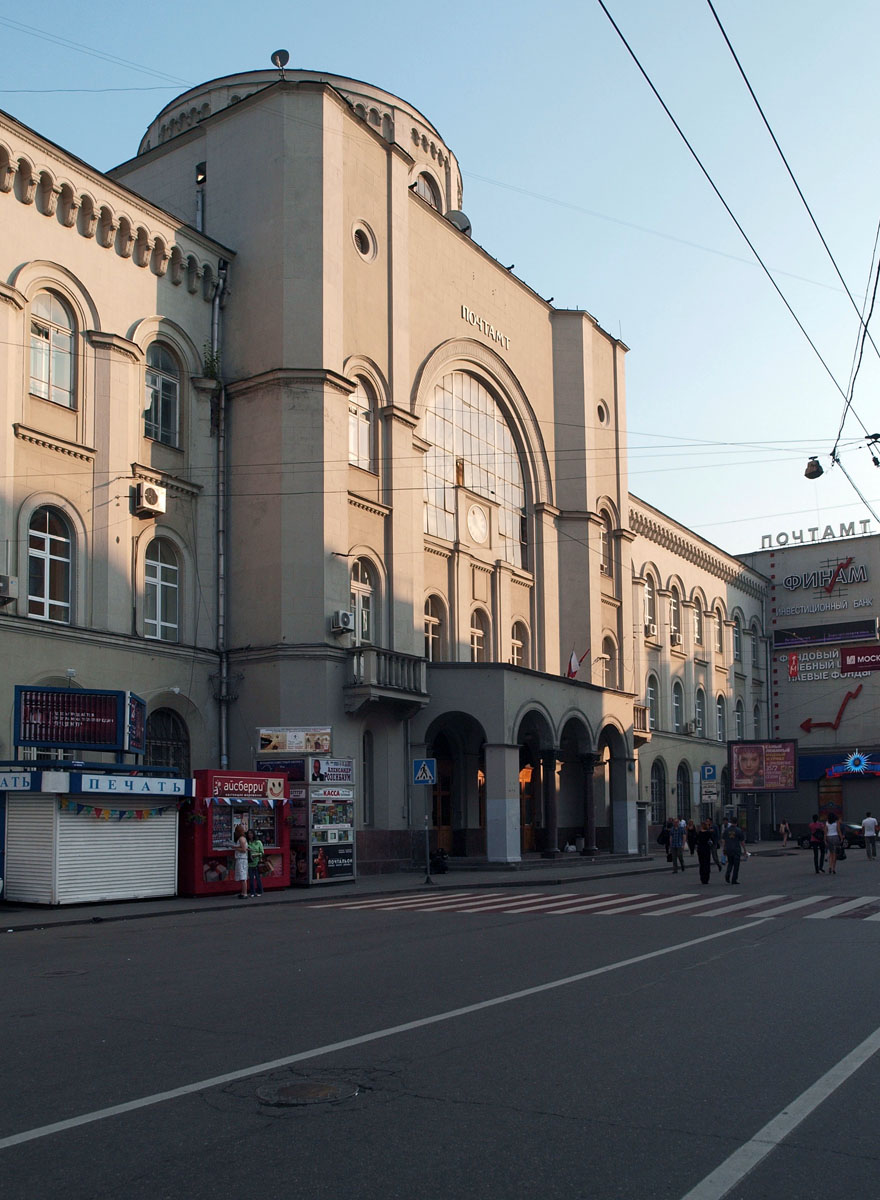
Дом 26

См. также категорию Здания и сооружения Мясницкой улицы

### По нечётной стороне

#### От Лубянской площади до Фуркасовского переулка
- № 1/2 — Здание органов госбезопасности на Лубянке (1897—1900, архитектор А. В. Иванов; 1928—1933, архитектор А. Я. Лангман, совместно с И. Г. Безруковым; 1983 — по проекту А. В. Щусева). В конце XIX века здесь были построены два здания страхового общества «Россия».
- № 3 — Здание Московской Духовной консистории (1899, архитектор В. Г. Сретенский; строительство вёл архитектор И. Е. Бондаренко). Ныне здесь располагается Главное управление ГИБДД МВД РФ[5].
- № 3 (правое строение) — Доходный дом Московской Духовной консистории (1910, архитектор П. А. Виноградов). Здание использовалось консисторией для сдачи в аренду под торговлю[6].
- № 5/12 — Доходный дом с конторами и магазинами Г. А. Кеппена, (1907—1908, архитектор Р. И. Клейн)[7].

#### От Фуркасовского до Милютинского переулка
- № 7/3 — Усадьба Черткова. Дом татарского царевича Ивана, конец XVII века. Позже дом князя А. Г. Долгорукова. На рубеже 1820—1830-х годов усадьбу приобрёл и перестроил известный библиофил и ученый А. Д. Чертков[8][9][10][6]. В доме Черткова бывали Пушкин, Жуковский, Гоголь, Погодин, Щепкин, Загоскин, композитор Роберт Шуман и другие деятели культуры[6]. В левом флигеле в 1863—1873 гг. размещалась общедоступная Чертковская библиотека. В конце XIX — начале XX веков в доме размещались различные организации: Литературно-художественный кружок, Московское архитектурное общество, Общество любителей садоводства. После октябрьской революции в здании работал Деловой клуб — центр пропаганды научно-технических достижений[11].
- № 7, стр. 9 (в глубине, ближе к Малой Лубянке) — Доходный дом Н. А. Гагариной — Н. Н. Обидиной (1902), выявленный объект культурного наследия[7].

#### От Милютинского до Боброва переулка
- № 9/4 — Жилой дом (2-я пол. XVIII в; 1780; 1784; 1877)[7].
- № 13 — Доходные владения С. В. Давыдовой — Х. Д. Спиридонова.
  - № 13, стр. 1 — Доходный дом С. В. Давыдовой (1898, архитектор С. С. Эйбушиц)[12], объект культурного наследия регионального значения[7].
  - № 13, стр. 2 — Торговые помещения С. В. Давыдовой (1913, гражданский инженер Б. М. Великовский[12]; 1934), ценный градоформирующий объект[7].
  - № 13, стр. 3 — Доходный дом с магазинами С. В. Давыдовой — Х. Д. Спиридонова (середина XIX в.; 1863—1865, 1872, архитектор В. И. Соколов — изменение фасада]; 1896, архитектор С. С. Эйбушитц — изменение фасада, пристройки во дворе; 1913, архитектор Б. М. Великовский — частичное изменение фасада[12]), выявленный объект культурного наследия[7].
  - № 13, стр. 4 — Главный дом доходного владения А. П. Нилуса — Х. Д. Спиридонова — С. В. Давыдовой, гостиница «Рояль» (в основе — усадьба Салтыковых) (XVIII в.; 1810-е, 1891, архитектор К. В. Трейман), выявленный объект культурного наследия. В этом здании останавливались химик Д. И. Менделеев, писатели Г. И. Успенский, В. А. Гиляровский[7].
  - № 13, стр. 5 — Доходный дом Х. Д. Спиридонова (1897, архитектор С. С. Эйбушитц)[7].
  - № 13, стр. 10 — Доходный дом Х. Д. Спиридонова (1897, архитектор С. С. Эйбушитц; 1930-е), ценный градоформирующий объект[7].
  - № 13, стр. 18, 18а — Склады доходного владения Х. Д. Спиридонова — С. В. Давыдовой (1895), ценный градоформирующий объект[7].
  - № 13, стр. 20, 24 — Склады доходного владения Х. Д. Спиридонова — С. В. Давыдовой (1879, архитектор А. С. Каминский), ценный градоформирующий объект[7].

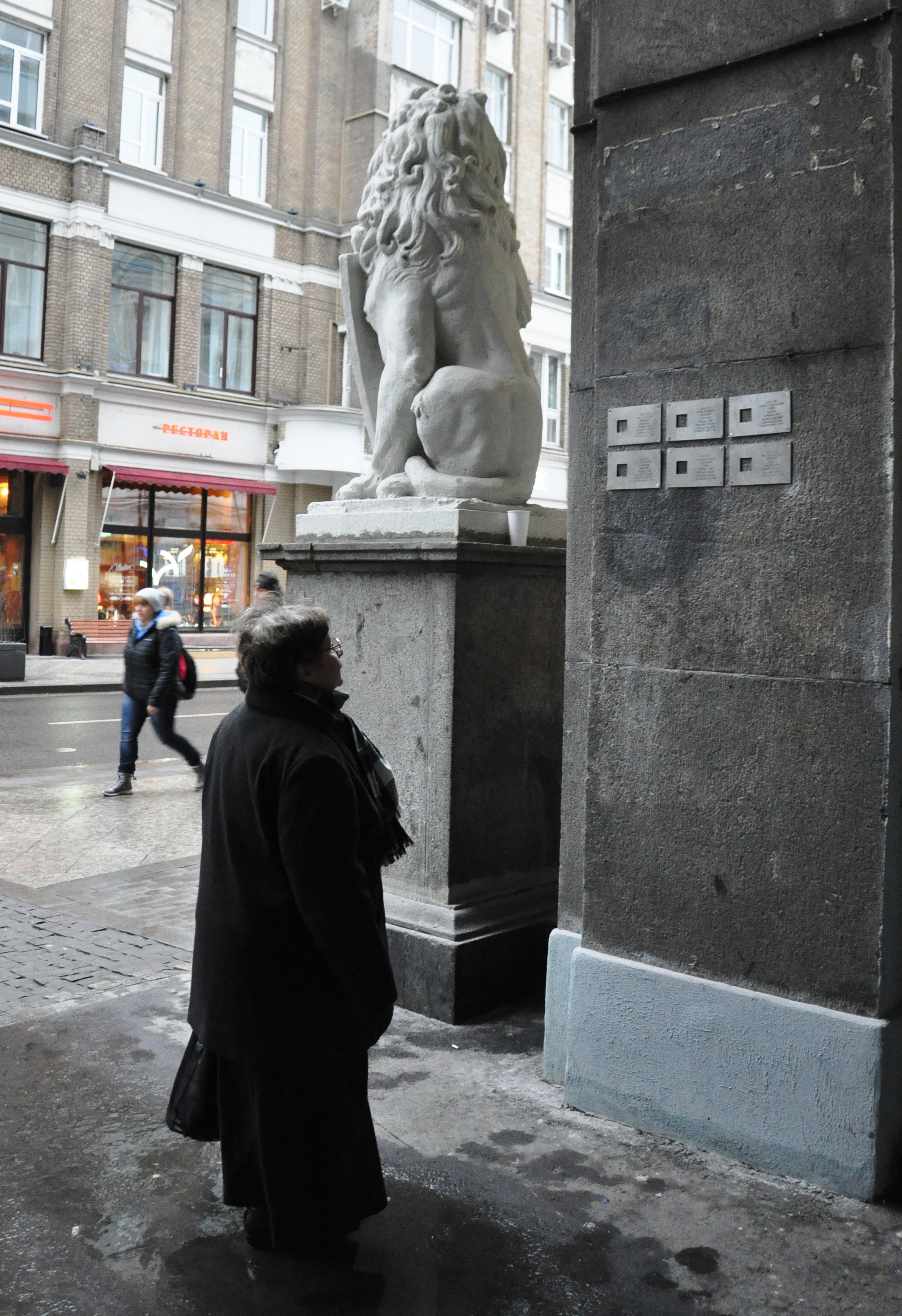
Мемориальные знаки «Последнего адреса» на «Доме со львом» — Мясницкая ул. 15

- № 15 — Доходный дом И. Е. Кузнецова («Дом со львом») (1908—1910, архитекторы — А. Н. Милюков, Б. М. Великовский, при участии В. А. Веснина и А. А. Веснина[13]), объект культурного наследия регионального значения[7]. Здесь в комнате коммунальной квартиры № 9 жила скульптор Н. И. Нисс-Гольдман. В рамках гражданской инициативы «Последний адрес» на доме установлены мемориальные знаки в память о его репрессированных жильцах, режиссёре театра «Скатувэ» В. Х. Форстмане, бухгалтере Н. А. Галкине, служащем П. М. Веселовском, полиграфисте М. К. Подземском, экономисте Е. Т. Властовском и священнике В. С. Елпатьевском[14], расстрелянных органами НКВД в годы сталинских репрессий.
- № 17 — Комплекс зданий Ермаковской богадельни.
  - № 17, стр. 1 — Доходный дом Н. С. Аблова — Ермаковская богадельня (1876, архитектор В. А. Коссов; 1878; 1947), ценный градоформирующий объект[7]. В доме жил архитектор А. Н. Зелигсон (кв. № 17)[15].
  - № 17, стр. 2 — Здание Ермаковской богадельни — жилой дом (1878—1879, архитектор В. Ф. Иванов; надстроен одним этажом в 1950-е годы), ценный градоформирующий объект[7]. В 1950-х—1960-х годах в доме жил Ираклий Андроников[5]
  - № 17, стр. 3 — Хозяйственная постройка Ермаковской богадельни (1879, архитектор В. Ф. Иванов; 1900), ценный градоформирующий объект[7].
- № 19 — Доходный дом с чайным магазином С. В. Перлова (1890, архитектор — Р. И. Клейн). В 1885—1896 годах переоформлен К. К. Гиппиусом в китайском стиле[16]. Перловым также принадлежал и доходный дом на Мясницкой, 41[5].
- № 21 — Комплекс зданий Московского училища живописи, ваяния и зодчества.

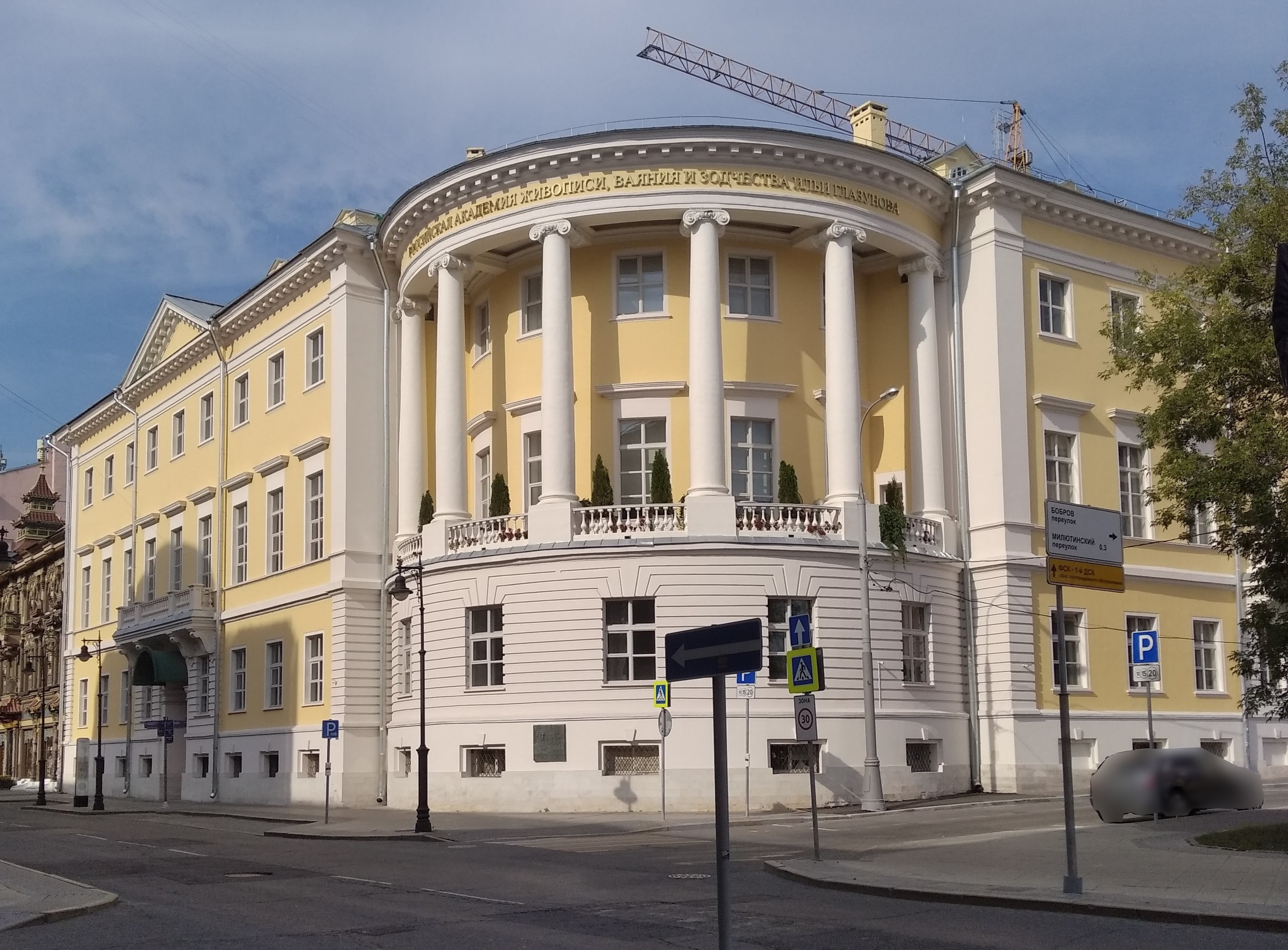
Дом 21 — здание Российской академии живописи, ваяния и зодчества (июль 2024)

  - Дом 21 — здание Российской академии живописи, ваяния и зодчества (июль 2024)стр. 1 — дом Юшкова. Построен на рубеже 1780-х — 1790-х годов, предположительно архитектором В. И. Баженовым, в 1844 году и на рубеже XIX—XX веков были произведены частичные перестройки[17][18]. В доме располагалось Училище живописи и ваяния, позднее преобразованное в Московское училище живописи, ваяния и зодчества (МУЖВЗ). После революции в здании размещались Московский полиграфический институт и Институт изобразительных искусств[19]. Здесь начиная с дореволюционного периода до 1946 года проживал русский живописец П. И. Келин, ученик В. А. Серова, учитель В. Маяковского и Б. Иогансона. В этом доме жили художники Лев Бруни, Владимир Фаворский (кв. 69 на 8 этаже[20]), Пётр Львов, Константин Истомин, Пётр Митурич, Беатриса Сандомирская. В 1942-62 годы здание занимал Московский механический институт боеприпасов (с 1953 года Московский инженерно-физический институт). В настоящее время здание занимает Российская Академия живописи, ваяния и зодчества. Во дворе находится выставочный зал училища (1910-е, архитектор Н. С. Курдюков совместно с В. Г. Шуховым).
  - стр. 2 — учебный корпус МУЖВЗ (конец 1890-х, архитектор И. П. Машков; 1993)[7].
  - стр. 5,  памятник архитектуры (вновь выявленный объект) — доходный дом МУЖВЗ с квартирами и мастерскими художников (1913—1914, архитектор Н. С. Курдюков)[7].
  - стр. 6—7,  памятник архитектуры (региональный) — здание кухни и столовой студентов МУЖВЗ[7].
  - стр. 8,  памятник архитектуры (федеральный) — студенческое общежитие ВХУТЕМАС. 25 февраля 1921 года В. И. Ульянов-Ленин и Н. К. Крупская посетили здесь дочь Инессы Арманд и беседовали со студентами[7].

#### От Боброва переулка до Бульварного кольца
- Квартал за Бобровым переулком был снесён в 1972 году для стоянки машин почтамта[21].

#### От Бульварного до Садового кольца

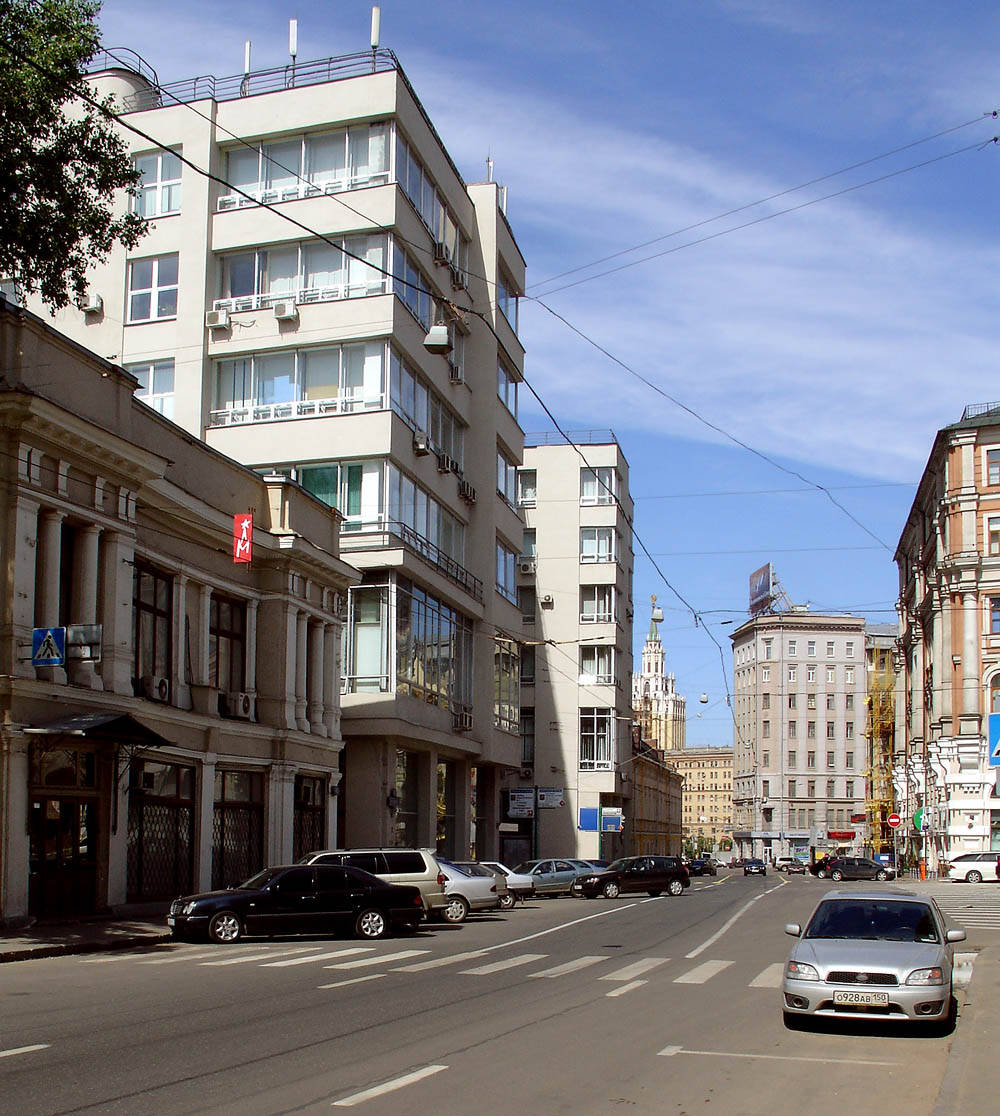
Здание Госторга

- № 35 — Административное здание. Выходящий на Тургеневскую площадь фасад пристроен в 1989 году по проекту архитектора Д. С. Солопова к зданию 1930-х годов[22].
- № 37 стр. 1, 3 — Городская усадьба Докучаева – Солдатёнкова (включает палаты XVII — начала XVIII в.; главный дом перестроен в 1819—1821 годах архитектором А. Г. Григорьевым по проекту О. И. Бове; в сер. XIX в. перестроен архитектором А. И. Резановым), объект культурного наследия федерального значения[7] С 1821 года участок принадлежал купцам Золотарёвым[23]. В начале Великой Отечественной войны здесь находилась Ставка Верховного Главнокомандования, позже — Приёмная министра Обороны СССР, затем Приёмная министра обороны России)[24][25][26][27][28].
- № 39 — Здание Центросоюза (1936, архитектор Н. Я. Колли по проекту Ле Корбюзье). Построено на месте храма Николы Мясницкого. В 2015 году перед зданием установили памятник Ле Корбюзье работы А. Тыртышникова[5].
- № 41 — доходный дом с магазинами Анны Перловой, которой принадлежал после смерти мужа и дом № 19[5].
- № 43 — Дом А. И. Лобанова-Ростовского, 1-я половина XIX в.; перестройка — 1790—1793 гг. (приписывается Ф. Кампорези)[18]; XIX в. — пристройки[29]; во дворе — склады и другие строения Товарищества «Эмиль Липгарт и К°» (1900, 1903, архитектор А. Ф. Мейснер; 1906—1907, архитектор А. В. Кузнецов). Здесь же проживали братья Бутенопы. В 1825 году в доме Лобанова-Ростовского открылась школа рисования, положившая начало Строгановскому училищу[5].
- № 43, стр. 2 — Учебный корпус Реального училища К. П. Воскресенского (1906, архитектор А. В. Кузнецов), выявленный объект культурного наследия. Здесь в разные годы преподавали: хирург Т. П. Краснобаев, зоолог Н. Ф. Золотницкий, историк С. К. Богоявленский и другие[7].
- № 47 — Здание Госторга. Один из ранних образцов конструктивизма. Построено в 1925—1927 годах по проекту архитектора Б. М. Великовского, при участии А. Я. Лангмана, М. О. Барща, Г. Г. Вегмана, В. Н. Владимирова и М. В. Гакен[22]. Объект культурного наследия регионального значения[7]. В настоящее время в здании размещается Ростуризм.
- № 49/22 — Жилой дом купчихи Натальи Аплаксиной (1830—1840-е годы). В советское время здание занимал Государственный институт музыкальной науки[5][30]

### По чётной стороне

#### От Лубянской площади до Большого Златоустинского переулка
- № 6/3, строение 4 — Доходный дом Н. Д. Стахеева 1897, архитектор М. Ф. Бугровский; 1970-е; 1986, архитекторы: А. В. Боков, Е. Будин, Б. Чернов, И. Иванов) — Вычислительный центр КГБ (1987, архитекторы Б. В. Палуй и Г. В. Макаревич) с Государственным музеем В. В. Маяковского[7]. Около здания установлен скульптурный портрет Маяковского (скульптор Ю. Г. Орехов, архитектор Б. В. Палуй)[1].
- № 6/3, строения 1, 5 — Доходный дом Н. Д. Стахеева с магазинами (1897, архитектор М. Ф. Бугровский; три верхних этажа надстроены в 1986 г. — Б. В. Палуй и Г. В. Макаревич), ценный градоформирующий объект[7]. Первый и второй этажи до середины 1950-х годов занимал магазин «Детский мир», затем переехавший в специально построенное здание на противоположную сторону Лубянской площади. С 1957 года в доме размещается книжный магазин Библио-глобус[21][5].
- № 8/2 — Торговый дом Товарищества М. С. Кузнецова (1898—1903, архитектор — Ф. О. Шехтель)[31], ценный градоформирующий объект[7]. До постройки современного здания здесь находился дом В. И. Фирсановой, перестроенный по проекту Л. Н. Кекушева и С. С. Шуцмана в 1894—1895 годах.
  - № 8/2, строение 1д — Склады и столовая для служащих — административное здание (1898, архитектор Ф. О. Шехтель; 1970-е), объект культурного наследия федерального значения[7]
  - № 8/2, строение 1е — Хозяйственная постройка Товарищества М. С. Кузнецова — административное здание (1898, архитектор Ф. О. Шехтель; 1911, архитектор Ф. А. Ганешин; 2000-е гг.), ценный градоформирующий объект[7]
  - № 8/2, строение 1ж — Склады Товарищества М. С. Кузнецова— административное здание (1870-е; 1899, архитектор Ф. О. Шехтель), ценный градоформирующий объект[7]

#### От Большого Златоустинского до Кривоколенного переулка
- № 10 — Подворье вятского архиерея (начало XIX в.)[32].
- № 12 — Дом Волковой (1833)[32]. На протяжении нескольких десятилетий в доме работает магазин «Охотник»[5].
- № 14 — Подворье тульского архиерея (начало XIX в.)[32].

#### От Кривоколенного до Банковского переулка
- № 16 — Административное здание (2000-е гг.)[7]. Ранее на этом месте стоял доходный дом И. Соколова[5]
- № 18 — Доходный дом с магазинами И. П. Бутикова — М. И. Мишина (XIX в; в 1902—1903 годах капитально перестроен с изменением фасада архитектором И. Т. Барютиным[33][12]), заявленный объект культурного наследия[7]. До революции в здании размещались склады Общества механических заводов братьев Бромлей и контора Т. Гагена по продаже американских кассовых аппаратов «Националь»[5].
- № 20/3а, строение 1 — Доходное владение Варваринского акционерного общества домовладельцев — административный комплекс «Нефтесиндикат» (1900, архитектор А. К. Иванов; 1924; 1928, архитектор С. Ф. Воскресенский), ценный градоформирующий объект[7]. До революции в доме размещалась контора инженерной фирмы А. Бари, главным инженером которой работал В. Г. Шухов[5]. После революции в здании располагалось главное управление Грознефти[34]. Сейчас — главное здание Национального исследовательского университета — Высшей школы экономики.
- № 20/3а, строение 2 — Главный дом Кольцовых-Мосальских — доходное владение Варваринского Акционерного общества — административный комплекс «Нефтесиндикат» (сер. XVIII в.; 1900; 1925—1926, архитектор С. Ф. Воскресенский), ценный градоформирующий объект[7].
- № 22/5/2 — Доходные владения Сытовых.
  - № 22/5/2, строение 1а — Доходный дом с магазином И. Е. и С. И. Сытовых (1873, архитектор В. Ф. Жигардлович; 1930-е), ценный градоформирующий объект[7]
  - № 22/5/2, строение 1б — Доходный дом И. Е. и С. И. Сытовых (II-я пол. XVIII в; 1878; 1895, архитектор А. Н. Кнабе), ценный градоформирующий объект[7]
  - № 22/5/2, строение 2 — Доходное владение И. Е. и С. И. Сытовых (1861), ценный градоформирующий объект[7].
  - № 22/5/2, строение 3 — Фабрика церковной утвари с магазином И. Е. Сытова (1875, архитектор Н. А. Зборчевский; 1896, архитектор А. Н. Кнабе)[7]
  - № 22/5/2, строение 4 — Доходный дом И. Е. и С. И. Сытовых (1900, архитектор А. Н. Кнабе), ценный градоформирующий объект[7]

#### От Банковского переулка до Бульварного кольца
- Доходные дома Строгановского училища технического рисования.
  - № 24/1 — Доходный дом Строгановского училища технического рисования (1906, архитектор — Ф. О. Шехтель), объект культурного наследия федерального значения[7]. Керамическое панно при участии художника Ф. Ф. Федоровского. В 1920 году в этом здании был разработан план ГОЭЛРО[35]. С 1963 года в здании размещается Редакция журнала «Наука и жизнь». В рамках гражданской инициативы «Последний адрес» на доме установлен мемориальный знак с именем юриста Мирона Наумовича Левина[36], расстрелянного в годы сталинских репрессий. В базе данных правозащитного общества «Мемориал» есть имена 14-ти жильцов этого дома, расстрелянных в годы террора[37]. Число погибших в лагерях ГУЛАГа не установлено.
  - № 24/7, строение 2 — Доходный дом — здание художественно-промышленного музея Строгановского училища (1874—1875, архитектор А. Е. Вебер[13]), объект культурного наследия регионального значения[7]. До 1896 года в доме размещались музей прикладного искусства и младшие классы Строгановского училища. Здесь же размещалась техническая контора Тимоховича, в которой служил А. И. Куприн[35]. В 1909 году левая часть здания была перестроена архитектором И. А. Ивановым-Шицем; в 1910 году к музейному корпусу была осуществлена пристройка по проекту архитектора А. А. Галецкого.
  - № 24/7, строение 3 — Доходный дом Строгановского училища (1880—1883, архитектор А. Е. Вебер[13]; 1930-е; 2000-е), ценный градоформирующий объект[7]
- № 26 — Комплекс зданий Московского Императорского почтамта и телеграфа (д.26-А, стр.1,3; д.26-Б, стр.1) (XVIII в. — начало XX в., архитекторы Х. Фихтнер, А. К. Кавос, А. П. Попов, О. Р. Мунц, В. А. Веснин, А. А. Веснин, Л. А. Веснин, техник архитектуры Х. Э. Несслер, гражданский инженер Л. И. Новиков, инженер В. Г. Шухов. Флигели перестроены в 1904 году по проекту архитектора И. П. Залесского). Сейчас — Европейско-Азиатская биржа. Здание является объектом культурного наследия регионального значения[7]. Внесён в Красную книгу Архнадзора (электронный каталог объектов недвижимого культурного наследия Москвы, находящихся под угрозой)(стр. 1).[38]
  - № 26а, строение 2 — Здание архива почтамта с жилыми помещениями — административное здание (1855—1856, архитектор А. К. Кавос; 1860-е; 1913—1914, архитектор А. А. Андреевский), ценный градоформирующий объект[7]
  - № 26а, строение 3 — Дом призрения заслуженных престарелых членов почтово-телеграфного ведомства (1898, архитектор А. П. Попов), объект культурного наследия регионального значения[7].
  - № 26а, строение 8 — Жилой дом для церковнослужителей храмов Архангела Гавриила и Федора Стратилата (1910), ценный градоформирующий объект[7]
  - № 26б, строение 1 — Служебный корпус Отделения почтовых карет и брик (1855—1856, архитектор А. К. Кавос; 1914), объект культурного наследия регионального значения[7].
  - № 26б, строение 2, 2а — Служебно-производственный корпус почтамта — жилой дом с административными помещениями (1855—1856, архитектор А. К. Кавос; 1868; 1914; 1952), ценный градоформирующий объект[7]
  - № 26б, строение 5 — Хозяйственная постройка почтамта (1855, архитектор А. К. Кавос; конец 1920-х гг.), ценный градоформирующий объект[7]
  - № 26б, строение 6 — Столовая для служащих почтамта — административное здание (1856, архитектор А. К. Кавос; начало XX в), ценный градоформирующий объект[7]

#### От Бульварного кольца до Малого Харитоньевского переулка
- № 30/1/2, строение 2 — Доходный дом А. И. Виноградовой (1886, архитектор Б. В. Фрейденберг), ценный градоформирующий объект[7]
- № 30/1/2, строение 3 — Доходный дом А. И. Виноградовой (1888—1889, архитекторы В. А. Бадер, К. А. Михайлов; 1892, архитектор Г. Сорокин; 1897)[7]
- № 34 — Доходный дом (1887, архитектор С. С. Эйбушиц) В 1993 году здание было полностью реконструировано компанией «Jastrebac» (Югославия) для регионального представительства компании Inex Interexport (Проект реконструкции — сербский архитектор Зоран T. Васич)
- № 36 — Доходный дом А. И. Зиминой-Дерожинской. Зимина владела несколькими домами в Москве, в том числе собственным особняком в Кропоткинском переулке[5]
- № 38 — Доходный дом А. П. Лангового (1904—1905, архитектор Н. Л. Шевяков). В первой половине XIX века здесь находился дом Н. Н. Демидова, который с 1884 года принадлежал купцу 1-й гильдии Петру Емельяновичу Ланговому, отцу А. П. Лангового.
- № 40, стр. 1—16 — Комплекс зданий «Старого» Императорского Московского почтамта[39][5].
  - № 40, строение 1 — Главный корпус Императорского Московского почтамта — главный дом усадьбы Демидовых (1808—1810, архитектор Д. А. Тюрин; 1854, архитектор А. К. Кавос), выявленный объект культурного наследия. Здание связано с революционными событиями 1905—1907 годов[7].
  - № 40, строение 5 — Конюшенный корпус Московского почтамта (1870—1872, архитектор В. Н. Карнеев), выявленный объект культурного наследия[7]
  - № 40, строение 6 — Здание Газетного почтамта (потом — Центральной лаборатории связи Наркомпочтеля) (1931, архитектор К. И. Соломонов)[40]
  - № 40, строения 10-13 — Кладовая Московского почтамта (1818), выявленный объект культурного наследия[7]
  - № 40, строение 16 — Газетный почтамт (1931, архитектор К. И. Соломонов), выявленный объект культурного наследия[7]
- № 40а — Жилой дом для работников ЦАГИ (1948, архитектор А. Т. Капустина)[22][41]. В доме жили академики М. В. Келдыш[39], Г. С. Бюшгенс[42].
- № 42 — городская усадьба И. И. Барышникова (XVII—начало XVIII вв.; 1793—1796; 1797—1802, архитектор М. Ф. Казаков[29]; отреставрирован архитектором С. Ф. Кулагиным). Зиму 1823—1824 годов у С. Н. Бегичева, бывшего в то время владельцем дома, прожил писатель А. С. Грибоедов, работавший в этом доме над комедией «Горе от ума»[43].[39] У Бегичева бывали поэты В. К. Кюхельбекер и Д. В. Давыдов, писатель В. Ф. Одоевский, композитор А. Н. Верстовский. Со второй половины XIX века здание занимала Мясницкая больница. В настоящее время в здании размещается редакция газеты «Аргументы и факты»[44]. Здание отнесено к категории объектов культурного наследия федерального значения[7]

#### От Малого Харитоньевского до Большого Козловского переулка
- № 44/1 — Главный дом усадьбы П. Я. Голицына — Н. Ф. фон Мекк — Н. Д. Стахеева, 1-я половина XVIII—XIX вв.[29], перестроен в 1897—1899 годах М. Ф. Бугровским. Объект культурного наследия федерального значения. С конца XVII века здесь было владение Л. К. Нарышкина; принадлежавший ему земельный участок доходил до Большого Козловского переулка и объединял современные владения 44 и 46. После Нарышкиных некоторое время усадьбой владел Г. Ф. Вишневский, а с 1749 года П. Я. Голицын, который, по-видимому, построил на месте каменных палат новый дом. В 1753 году усадьба была приобретёна Филиппом Васильевичем Новосильцевым. Затем ею владели Урусовы; в 1809 году А. А. Урусов продал имение Прасковье Николаевне Бутурлиной, которой пришлось восстанавливать его после пожара 1812 года; здесь некоторое время жила семья её дочери Феодосии, бывшей замужем за сенатором Арсением Ивановичем Бартеневым. Их дети, в числе которых была фрейлина Прасковья Бартенева, переселились в Санкт-Петербург и в 1826 году усадьба была продана тайной советнице Н. М. Арсеньевой (жена А. А. Арсеньева) — существуют предположения, что знакомый с Арсеньевыми Пушкин, мог бывать в этом доме; но поэт также был знаком с Прасковьей Бартеневой, в альбом которой в 1832 году вписал три стиха из «Каменного гостя». В 1843 году здесь останавливался гастролировавший в Москве Ференц Лист. В 1880-х годах домом владела Н. Ф. фон Мекк, известная перепиской с П. И. Чайковским; композитор неоднократно останавливался в этом доме. В 1880-х годах здесь жил композитор Клод Дебюсси, который преподавал дочерям фон Мекк музыку[7][44]. В память о посещениях дома этими тремя музыкантами его стали называть — «дом трёх композиторов». В 1930—1950-х годах практически весь фасадный декор здания был утрачен[29]; в 1997 году фасадам здания возвращён облик середины XVIII века.

#### От Большого Козловского переулка до Садового кольца
- № 48 — Доходный дом врача П. Воронина построен в 1895 году. На последнем этаже здания находилась квартира-мастерская художника Константин Коровина[44][5]. В 1974—1983 годах в помещении бывшей квартиры-мастерской Коровина жил художник Иван Дергилёв[45]. В советское время первый этаж занимал магазин «Диета»[5]. Ныне — бизнес-центр «Мясницкая Плаза».
- № 50 — Бизнес-центр «Пульман». Ранее на месте современного здания стоял доходный дом, построенный в 1911 году по проекту архитектора М. А. Аладьина.

## Улица в художественной литературе и искусстве
- А. С. Пушкин, несколько близких знакомых и друзей которого жило на Мясницкой, писал в стихотворении «Дорожные жалобы» (Болдино, 1830):

«Долго ль мне гулять на свете
То в коляске, то верхом,
То в кибитке, то в карете,
То в телеге, то пешком?
… То ли дело быть на месте,
По Мясницкой разъезжать,
О деревне, о невесте
На досуге помышлять!»
- В. В. Маяковский посвятил улице своё острое агитационное «Стихотворение о Мясницкой, о бабе и о всероссийском масштабе», где он критикует гигантоманию, присущую советской власти. Упоминается улица и в его любовной поэме «Про это».
- Мясницкая улица упоминается в диалоге Мастера и Ивана Бездомного в романе М. А. Булгакова «Мастер и Маргарита» (Глава 13):

<...>

Выиграв сто тысяч, загадочный гость Ивана поступил так: купил книг, бросил свою комнату на Мясницкой...

— Уу, проклятая дыра! — прорычал гость.

<...>
- В фильме «Судьба барабанщика» инженер Грачковский отправляет телеграмму директору завода комдиву Половцеву на адрес: Москва, ул. Кирова, д. 35, кв. 7[46]

## Общественный транспорт
- Станция метро  Лубянка — в начале улицы.
- Станции метро  Чистые пруды /  Тургеневская /  Сретенский бульвар — в середине улицы.
- Станция метро  Красные Ворота — в 170 метрах от конца улицы.
- Автобусы № с633, н15.